# Emma Balfour
Emma Balfour (ur. 8 kwietnia 1979) – australijska modelka.
Zadebiutowała jako modelka w Australii w 1995 roku mając 16 lat. W tym samym roku podpisała kontrakt z agencją modelek Storm. Pracowała dla takich projektantów jak: Antonio Berardi, Calvin Klein, Chloé, Donna Karan, Emanuel Ungaro i Rifat Ozbek. W drugiej połowie lat 90. była symbolem nowego trendu. Jej twarz pojawiła się na okładkach m.in. Vogue, Elle, Marie Claire czy Mademoiselle. Ostatni raz na wybiegu pojawiła się w 2009 roku.